# ديوك الغابة
دُجَاجة الأرض أو ديوك الغابة أو شناقب أو بَكاسين (بالإنجليزية: Woodcock)‏ (الاسم العلمي: Scolopax)، هي مجموعة من سبعة أو ثمانية أنواع حية متشابهة جدًا من الطيور الخواضة في جنس الشُنُقب (Scolopax). اسم الجنس هو لاتيني يعني قانص أو ديك الغابة، وحتى حوالي عام 1800 كان يستخدم للإشارة إلى مجموعة متنوعة من الخواضات. سُجل الاسم الإنجليزي لأول مرة في حوالي عام 1050. وفقًا لـ Harleian Miscellany، تسمى مجموعة منهم «المتدليات».